# Wybory parlamentarne w Mongolii w 1966 roku
Wybory parlamentarne odbyły się w Mongolii 26 czerwca 1966 roku. W tym czasie kraj był państwem jednopartyjnym, rządzonym przez Mongolską Partię Ludową. MPL zdobyło 234 z 287 miejsc, a pozostałe 53 miejsca zajęli bezpartyjni kandydaci, którzy zostali wybrani przez MPL, ze względu na ich status społeczny. Frekwencja wynosiła 100%, a tylko 14 głosujących nie oddało głosu.

## Wyniki
| Partia      | Przywódca            | Lista zajętych miejsc | +/- |
| ----------- | -------------------- | --------------------- | --- |
| MPL         | Jumdżaagijn Cedenbal | 234                   | +18 |
| bezpartyjni | brak                 | 53                    | -1  |